# Ishoʿyahb V
Ishoʿyahb (Balad, ... – Baghdad, 25 maggio 1175) è stato un vescovo cristiano orientale siro, vescovo di Gazireh e Betzabda, e patriarca della Chiesa d'Oriente dal 1149 al 1175.

## Biografia
Ishoʿyahb, soprannominato ibn al-hayek, figlio del tessitore, era originario di Balad o di Mosul, ed era vescovo di Gazireh e Betzabda prima di diventare patriarca della Chiesa d'Oriente.
Alla morte di Abdisho III bar Muqli, il 25 novembre 1147, la sede patriarcale di Baghdad rimase vacante per due anni. Ishoʿyahb fu eletto nuovo patriarca della Chiesa d'Oriente nel 1149 e consacrato la seconda domenica della Dedicazione, ossia nel mese di novembre 1149.
Fu un ottimo amministratore della sua Chiesa, secondo quanto racconta lo storico nestoriano Sliwa bar Yuhanna, secondo il quale durante il suo patriarcato Sliwa bar Yuhanna consacrò 9 metropoliti e 40 vescovi.
Morì, dopo 26 anni di regno, il 25 maggio 1175 e fu sepolto nella chiesa di Mar Sabrisho (detta anche Darb Dinar) nel quartiere Suq al-Talata di Baghdad.